# Sân bay Nantes Atlantique
Sân bay Nantes Atlantique (tiếng Pháp: Aéroport Nantes Atlantique, tên cũ là Aéroport Château Bougon, mã sân bay IATA:NTE, mã sân bay ICAO: LFRS) là một sân bay quốc tế phục vụ thành phố Nantes trong tỉnh thuộc vùng của Pháp. Sân bay có cự ly 8 km về phía tây nam Nantes, ở Bouguenais. Đơn vị vận hành là Phòng Thương mại và Công nghiệp Nantes. Hiện tại đây là sân bay lớn nhất ở phía tây nước Pháp, với công suất tối đa là 3 triệu lượt khách mỗi năm. Sân bay có đường băng bằng macadam dài 2900 mét.

## Lịch sử
Nantes sân bay có nguồn gốc của nó đến một sân bay quân sự, được hình thành vào năm 1928 trên một phần của khu vực hiện tại. Năm 1936 / 1937, Société Nationale de Constructions Aéronautiques de l'Ouest đã mở một nhà máy sản xuất máy bay tiếp giáp với sân bay, đầu tiên là sản xuất máy bay ném bom MB.210, sau đó là sản xuất máy bay chiến đấuMS406 và máy bay ném bom Leo 45. Năm 1939, đường băng trải nhựa đầu tiên được xây dựng, với chiều dài 900 m (2.953 ft)..
Trong thế chiến II, sân bay đã được một thời gian ngắn sử dụng như một căn cứ không quân Hoàng gia Anh trước khi bị quân Đức chiếm. Dưới sự chiếm đóng nhà máy sản xuất máy bay đã bị đóng cửa, và sân bay đã được sử dụng bởi Không quân Đức như là một cơ sở để ném bom các mục tiêu ở Anh. Kết quả là, sân bay đã bị một cuộc không kích gây thiệt hại vào ngày 04 tháng 7 năm 1943, đợt này nhà máy kề sân bay cũng bị phá hủy.
Sau chiến tranh, sân bay một lần nữa được đưa vào phục vụ Không quân Pháp. Nhà máy sản xuất máy bay được xây dựng lại, và kể từ đó nhà máy đã sản xuất máy bay chiến đấu Vautour và máy bay chở khách Caravelle, trước khi trở thành một phần của Airbus. Năm 1951 các hoạt động thương mại đầu tiên bắt đầu, với một nhà ga mới được xây dựng giữa năm 1954 và năm 1960 và mở rộng đường băng để phục vụ cho máy bay lớn hơn.

## Hãng hàng không và tuyến bay
| Hãng hàng không                          | Các điểm đến |
| ---------------------------------------- | --- |
| Air Austral                              | Saint-Denis de la Réunion |
| Air France                               | Marseille, Paris-Charles de Gaulle |
| Air France operated by Brit Air          | Lyon, Strasbourg, Toulouse Theo mùa: Ajaccio, Figari                                                                                     |
| Air France operated by Cityjet           | London-City, Paris-Orly |
| Air France operated by HOP!              | Amsterdam, Barcelona, Bordeaux, Brussels, Clermont-Ferrand, Düsseldorf, Lille, Milan-Malpensa, Montpellier, Nice Theo mùa: Bastia, Calvi |
| Air Transat                              | Theo mùa: Montréal-Trudeau |
| Eastern Airways                          | Dijon |
| EasyJet                                  | Lyon, Nice [begins April 2012], Toulouse Theo mùa: London-Gatwick                                                                        |
| EasyJet Switzerland                      | Basel/Mulhouse, Geneva |
| Flybe                                    | London-Gatwick, Manchester |
| Iberia Airlines vận hành bởi Air Nostrum | Barcelona, Madrid Theo mùa: Ibiza, Palma de Mallorca                                                                                     |
| Jet4you                                  | Agadir [bắt đầu từ 1/11/2011] Theo màu: Marrakech                                                                                        |
| Royal Air Maroc                          | Agadir, Casablanca, Marrakech |
| Ryanair                                  | Dublin, Marseille Theo mùa: East Midlands, Leeds/Bradford, Shannon                                                                       |
| Smart Wings                              | Theo mùa: Praha |
| Transavia.com                            | Marrakech Theo mùa: Antalya, Djerba, Funchal, Heraklion, Palma de Mallorca, Málaga, Monastir, Porto, Seville                             |
| Tunisair                                 | Djerba, Tunis |
| Vueling                                  | Barcelona, Malaga [bắt đầu từ 25/3/2012], Rome-Fiumicino [begins 25 march], Venice-Marco Polo [bắt đầu từ 27/3/2012]                     |
| XL Airways France                        | Venice-Marco Polo [bắt đầu ngày 3/11/2011]                                                                                               |